# Герке, Роланд
Ро́ланд Ге́рке (нем. Roland Gehrke;  17 января 1954, Вольдегк, ГДР) —  немецкий борец вольного стиля и тренер. Чемпион мира, многократный призёр чемпионатов Европы.

## Спортивная карьера
- Чемпион мира (1981), серебряный призёр чемпионатов мира (1975, 1979), бронзовый призёр чемпионата мира (1978).
- Серебряный призёр чемпионатов Европы (1976, 1979, 1983), бронзовый призёр чемпионата Европы (1981).
- Выступал на Олимпийских играх 1976 года и Олимпийских играх 1980 года (оба раза — 4 место).
- Бронзовый призёр международного турнира «Дружба-84».
- 11-кратный чемпион ГДР (1974-1984)[1].
- Бронзовый призёр чемпионата мира среди юниоров (1973).
- Бронзовый призёр чемпионата Европы среди молодёжи (1974).

## Тренерская карьера
До декабря 2008 года работал тренером по вольной борьбе в Австрии.